# Svartbräkenmal
Svartbräkenmal (Psychoides verhuella) är en fjärilsart som beskrevs av Charles Théophile Bruand d’Uzelle 1854. Svartbräkenmal ingår i släktet Psychoides och familjen äkta malar. Enligt den svenska rödlistan är arten sårbar i Sverige. Arten förekommer på Gotland, Götaland och Svealand. Artens livsmiljö är stadsmiljö, skogslandskap. Inga underarter finns listade i Catalogue of Life.